# Mughal-E-Azam
Mughal-E-Azam è un film indiano del 1960 diretto da K. Asif.

## Premi
- National Film Awards
  - 1961: "Best Feature Film in Hindi"
- Filmfare Awards
  - 1961: "Best Film", "Best Cinematography", "Best Dialogue"